# Дубравчич, Санда
Санда Дубравчич-Шимуняк (хорв. Sanda Dubravčić-Šimunjak, 24 августа 1964, Загреб, СФРЮ) — фигуристка-одиночница из Югославии, серебряный призёр чемпионата Европы 1981 года.

## Карьера
Родилась в семье врачей — хирурга Драгутина Дубравчича и врача скорой помощи Зоры Дубравчич (урождённой Липощак). Тренировалась в Загребе, в клубе «KKK Medveščak Zagreb», её тренером была словацкая фигуристка Хильда Мудра, хореографом — Герхард Хюбман. В 1977 дебютировала на чемпионате Европы. Фурор произвела в сезоне 1978/79, когда в короткой программе обязательным шёл каскад из двух прыжков с двойным флипом, который по технике исполнения можно было поставить только первым прыжком, следовательно тройной должен был быть вторым прыжком. Практически все фигуристы выбрали простой каскад из двух двойных прыжков. Среди мужчин редчайший каскад двойной флип — тройной тулуп выполнили лишь несколько лидеров, среди женщин единственной оказалась Дубравчич (Д.Бильман упала), причём в короткой программе она выполнила его потрясающе — с огромным пролётом, легко, уверенно с абсолютно чистым приземлением и докрутами на обоих прыжках. В произвольной программе Санда поразила всех, впервые в мире среди женщин исполнив сложный и сегодня каскад из акселя в два с половиной оборота с тройным тулупом, а также рядом тройных прыжков, в том числе каскадом тройной сальхов — двойной тулуп. Затем Санда стала исполнять тройные прыжки в самых разнообразных комбинациях, в том числе двойной лутц — тройной тулуп, уникальный двойной лутц — тройной тулуп — двойной риттбергер, аксель в два с половиной оборота за которым следовали в каскаде три двойных риттбергера (исполнив эти каскады на чемпионате Европы в 1981 она заняла 2-е место). Затем карьера пошла на спад. На Олимпиаде-84 зажигала олимпийский огонь.
После окончания спортивной карьеры посвятила себя медицине, в 1983 году поступила на медицинский факультет Загребского университета и получила степень доктора медицины, работает в отделении спортивной медицины и реабилитации госпиталя «Святой дух» в Загребе, затем стала членом медицинской комиссии ИСУ и международной судьёй ИСУ. Возглавляла делегацию независимой Хорватии на Олимпийских играх в Альбервиле и Лиллехаммере.

## Спортивные достижения
| Соревнования                  | 1975-1976 | 1976-1977 | 1977-1978 | 1978-1979 | 1979-1980 | 1980-1981 | 1981-1982 | 1982-1983 | 1983-1984 |
| ----------------------------- | --------- | --------- | --------- | --------- | --------- | --------- | --------- | --------- | --------- |
| Зимние Олимпийские игры       |           |           |           |           | 11        |           |           |           | 10        |
| Чемпионаты мира               |           |           |           | 12        | 12        | 11        | 14        | 13        | 9         |
| Чемпионаты Европы             |           | 16        | 16        | 7         | 5         | 2         | WD        | 10        | 5         |
| NHK Trophy                    |           |           |           |           |           |           |           | 12        |           |
| Золотой конёк Загреба         |           | 3         | 1         |           |           |           | 1         | 1         | 1         |
| Чемпионаты мира среди юниоров | 7         |           |           |           |           |           |           |           |           |
| Универсиады                   |           |           |           |           |           | ?         |           | ?         |           |

- WD = выбыла